# Osburg
Osburg là một đô thị thuộc huyện Trier-Saarburg, bang Rheinland-Pfalz, Đức, Trier. Đô thị này có diện tích 33,92 km², dân số thời điểm ngày 31 tháng 12 năm 2006 là 2330 người.